# Burgunder Tapeten
Als Burgunder Tapeten werden neun große Wandteppiche bezeichnet, die als Beute von Schweizern (Burgunderkriege) dem Herzog Karl dem Kühnen von Burgund abgenommen wurden. Für die damalige Zeit kann man diese als sehr luxuriöse Wandteppiche einstufen. Sie werden im Bernischen Historischen Museum aufbewahrt. Die Eigentumsverhältnisse sind so geregelt: Ein Teil gehört den Bürgern, ein anderer Teil der Stadt.